# Causa i efecte
"Causa i efecte" (títol original en anglès "Cause and Effect")  és el divuitè episodi de la cinquena temporada, de la sèrie de televisió de ciència-ficció estatunidenca Star Trek: La nova generació i el 118è de tota la sèrie. Es va emetre originalment el 23 de març  de 1992 en redifusió als Estats Units. Va ser escrit per Brannon Braga, que buscava escriure un tipus inusual de trama relacionada amb els viatges en el temps, i dirigit pel membre del repartiment Jonathan Frakes.
Ambientada al segle XXIV, la sèrie segueix les aventures de la tripulació de la nau de la Flota Estel·lar de la Federació Enterprise-D sota el comandament del capità Jean-Luc Picard. En aquest episodi, l' Enterprise queda atrapada en un bucle temporal que provoca la destrucció de la nau i la pèrdua de tots els tripulants després d'una col·lisió amb l'USS Bozeman. A mesura que els esdeveniments es repeteixen, la tripulació sent una sensació de déjà vu i, després d'investigar, s'adona de la seva situació. El tinent comandant Data (Brent Spiner) aprèn a transmetre's un breu missatge a si mateix en el següent bucle, cosa que li permet salvar la nau de la destrucció.
A l'actor de Cheers Kelsey Grammer se li va oferir el paper del capità Morgan Bateson i el va acceptar. A causa de conflictes d'horaris, Kirstie Alley no va poder repetir el seu paper de tinent Saavik a Star Trek 2: La còlera del Khan. Els plans per a l'USS Bozeman es van canviar a causa del pressupost, cosa que va provocar una modificació del model de l'USS Reliant creat per a La còlera del Khan i l'ús del pont Enterprise de l'època cinematogràfica.
"Causa i efecte" va rebre una qualificació Nielsen del 13,0%, convertint-lo en el sisè episodi més vist de la temporada. Els crítics van elogiar l'episodi, en concret l'escriptura de Braga, la direcció de Frakes i la seqüència inicial en què l' "Enterprise" és destruïda.

## Argument
L'Enterprise està atrapada en un bucle temporal (anomenat dins de l'univers "bucle de causalitat temporal"). El bucle comença amb els membres sèniors de la tripulació jugant a pòquer i continua durant aproximadament un dia quan descobreixen una anomalia espacial. Mentre estudien l'anomalia, una nau de la Federació en surt sobtadament. El comandant William T. Riker (Jonathan Frakes) suggereix descomprimir el port principal del transbordador per treure l' "Enterprise" del perill, mentre que el tinent comandant Data (Brent Spiner) recomana utilitzar un raig tractor per apartar l'altra nau. El capità Jean-Luc Picard (Patrick Stewart) tria l'opció de Data: la tàctica no té èxit i l'altra nau colpeja una de les góndoles de curvatura de l' "Enterprise", provocant una fallada crítica i la destrucció de l' "Enterprise" moments després, moment en què el bucle es reinicia.
Inicialment, els membres de la tripulació no són conscients del bucle. Tanmateix, la doctora Beverly Crusher (Gates McFadden) comença a sentir sorolls abans d'anar a dormir després de la partida de pòquer. Tenint una sensació de déjà vu durant la partida de pòquer i és capaç de predir les cartes que Data repartirà durant un bucle posterior; Crusher porta un tricorder amb ella a la seva habitació, enregistra les veus i més tard les analitza per descobrir que són les ordres i les emissions de pànic de la tripulació. El personal sènior descobreix que estan atrapats en el bucle; les veus que senten són les seves pròpies del bucle anterior just abans de la destrucció de la nau. Avaluen les veus per determinar que el bucle s'ha reiniciat a causa de la col·lisió de les dues naus, però no saben com evitar aquesta col·lisió en primer lloc. Data suggereix que el seu cervell positrònic es pot utilitzar per enviar-se un missatge curt a si mateix en el següent bucle que els pot ajudar a evitar la col·lisió. Quan arriben a l'anomalia, i després de la col·lisió, Data envia el missatge.
En el bucle següent, Crusher torna a tenir una sensació de déjà vu durant la partida de pòquer, però quan Data reparteix la següent mà, totes les cartes són de tres, seguits de conjunts de tres del mateix tipus. El número 3 comença a aparèixer en altres parts de les operacions de la nau mentre, de nou, determinen que estan atrapats en un bucle temporal. Quan arriben a l'anomalia i la nau en surt, Data s'adona de sobte que el 3 representa el nombre de punts de comandament a l'uniforme de Riker, que el raig tractor no tindrà èxit i que haurien de provar el mètode de Riker. Això permet a l' "Enterprise" allunyar amb seguretat la nau que s'acosta. L'anomalia desapareix i el bucle temporal finalitza, i la tripulació estableix que han estat atrapats en el bucle durant més de 17 dies, mentre que l'altra nau, l'USS "Bozeman", ha estat desapareguda durant més de 90 anys. Picard dóna la benvinguda a la tripulació del "Bozeman" al segle XXIV.

## Repartiment i doblatge al català
La sèrie va ser doblada al català pels estudis Tramontana (primera part) i Soundtrack (segona part) i emesa a TV3 l’any 1991. Els dobladors de l'episodi foren:
| Personatge            | Actor/actriu    | Veu en català      |
| --------------------- | --------------- | ------------------ |
| Jean-Luc Picard       | Patrick Stewart | Joan Crosas        |
| William Riker         | Jonathan Frakes | Antoni Forteza     |
| Data                  | Brent Spinner   | Joaquim Sota       |
| Geordi La Forge       | LeVar Burton    | Aleix Estadella    |
| Worf                  | Michael Dorn    | Enric Arquimbau    |
| Beverly Crusher       | Gates McFadden  | Aurora Garcia      |
| Deanna Troi           | Marina Sirtis   | Victòria Pagès     |
| Ro Laren              | Michelle Forbes | Teresa Manresa     |
| Alyssa Ogawa          | Patti Yasutake  | Maria Josep Guasch |
| Capità Morgan Bateson | Kelsey Grammer  | Jordi Vilaseva     |

## Producció

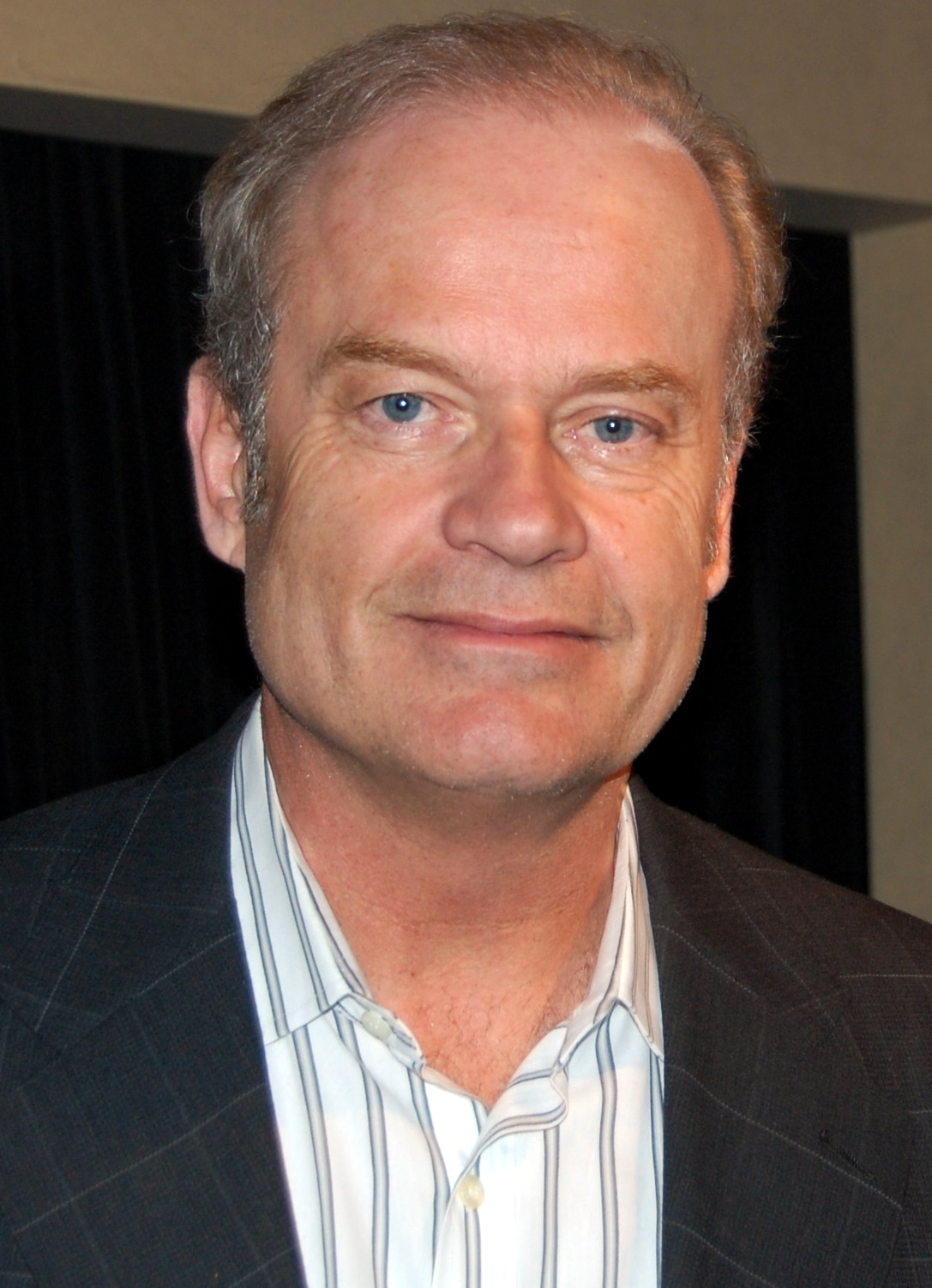
A Kelsey Grammer li van oferir el paper del capità Morgan Bateson a "Causa i efecte", i no li van exigir fer una audició.

El guió va ser escrit per Brannon Braga, que volia escriure un episodi relacionat amb els viatges en el temps sense utilitzar un tipus de trama de "línies de temps deformades". Braga el va qualificar com l'episodi més divertit que va escriure aquella temporada, ja que mai havia vist un episodi de bucle temporal, però no sabia com treure la tripulació del bucle, ni quin era el missatge que es passaria a un bucle futur. Va atribuir la partida de pòquer, que no estava al pla original, a una pujada de sucre després de menjar creps. Va considerar que la destrucció de l'«Enterprise» era la millor seqüència introductòria possible per a l'episodi, i va quedar satisfet de com va aconseguir vincular la partida de pòquer a la trama general. Braga va anomenar l'USS Bozeman en honor a la seva ciutat natal de Bozeman (Montana), mentre que el número de matrícula NCC-1941 era una referència a la pel·lícula de comèdia 1941 (1979).
En el 30è aniversari de l'episodi, Braga va recordar que els actors van tenir la mateixa reacció confusa que el públic quan van llegir el guió inicialment. Molts d'ells es preguntaven si era una broma. La idea havia evolucionat del seu desig de fer un episodi que expliqués la mateixa història des de diferents perspectives, com la pel·lícula clàssica d'Akira Kurosawa Rashomon. Braga va canviar el seu pla al bucle temporal quan no va trobar la manera de fer que el seu concepte original encaixés en un episodi d'una hora de durada. Les majors dificultats de Braga van ser com es resoldria l'episodi, per a la qual cosa va recórrer als seus companys guionistes, i l'escena a la sala de reunions on LaForge explica com l' Enterprise ha quedat atrapada en un bucle temporal. «Va ser la meva primera gran escena de 'tecnoxerrameca', així que no podia sonar simplement genial. Havia de sonar plausible. Havia de resoldre totes les pistes que s'havien anat acumulant», va recordar. Per fer-ho clarament seu, va afegir algunes línies impactants, com ara LaForge dient a Picard que la nau podria haver estat atrapada en el bucle durant anys. El productor creador Michael Piller va fer que Braga reescrivís aquella escena moltes vegades. "Recordo que durant les vacances de Nadal d'aquell any, [hi] estava treballant".
El membre del repartiment Jonathan Frakes va dirigir l'episodi, després d'haver-lo preparat mentre rodava l'episodi "Marginació". No va participar en el procés de càsting, ja que havien ofert el paper del capità Morgan Bateson a Kelsey Grammer, que va acceptar. Grammer era fan de “Star Trek”, i en el seu paper de Frasier Crane a Cheers, va filmar al solar de la Paramount, a prop d'on es va produir La nova generació . Frakes va trobar tot un repte filmar les mateixes escenes amb els mateixos diàlegs una vegada i una altra, però d'una manera que les feia semblar diferents. Marvin V. Rush, el director de fotografia, va treballar amb el càmera Waverly Smothers per desenvolupar un accessori per a una càmera utilitzant una corda elàstica, que permetia un estil de rodatge diferent. Frakes també treballava des de casa, planificant els plans per assegurar-se que hi hagués varietat a cada bucle. El productor executiu Rick Berman havia deixat clar que Frakes no podia reutilitzar metratge i que cada bucle s'havia de filmar de nou, per evitar que l'episodi semblés un clip show. Per fer-ho, Frakes va utilitzar angles en platós familiars que mai s'havien utilitzat, com ara filmar la sala de conferències des del sostre i el pont des d'on seien Riker i l'alferes Ro. També va utilitzar la tècnica de Steven Spielberg d'utilitzar un zoom lent per indicar que un personatge entén la seva situació.
Es van fer diversos canvis al guió a causa de dificultats de filmació i càsting. La tripulació planejava fer de l'USS Bozeman una nau de la classe Constitution de l'època de La sèrie original, similar a l'USS Enterprise original. Tanmateix, no hi havia cap model disponible per utilitzar i els costos de crear-ne un de nou, juntament amb el vestuari i els accessoris, eren prou prohibitius com per descartar el pla. En comptes d'això, es va utilitzar el model de l'USS Reliant creat per a Star Trek 2: La còlera del Khan. Greg Jein i Michael Okuda van fer els canvis pertinents, eliminant la barra de seguretat i afegint matrius de sensors, cosa que va fer que es descrigués com una nau de classe Soiuz.
El pont del Bozeman era una versió remodelada del pont de la sèrie de pel·lícules Enterprise. Aleshores es pretenia que Kirstie Alley, aleshores coprotagonista de Grammer a la comèdia de situació Cheers, fes un cameo darrere de Grammer a les imatges de l'USS Bozeman, repetint el seu paper de tinent Saavik de la pel·lícula La còlera del Khan, però no va poder fer-ho a causa de dificultats d'horari. Rob Legato va organitzar els efectes en miniatura a gran escala per a l'episodi del plató 10, amb versions a gran escala però amb poc detall de l' Enterprise creades juntament amb models de góndola perquè el Bozeman hi xoqués.
Originalment, l'episodi havia d'acabar amb un muntatge de tots els xocs entre les dues naus, però aquesta escena es va tallar per motius pressupostaris.